# Freidorf (Halbe)
Freidorf è una frazione del comune tedesco di Halbe, nel Land del Brandeburgo.

## Storia
Nel 2003 il comune di Freidorf venne soppresso e aggregato al comune di Halbe.